# Gisela May
Gisela May (Wetzlar, 1924. május 31. – Berlin, 2016. december 2.) német sanzonénekes, színésznő, egyetemi tanár.

## Életpályája
Szülei: Ferdinand és Kathe May. 1942–1944 között egy lipcsei drámaiskola diákja volt, ahol balettot tanult. 1937-ben eldöntötte, hogy színésznő lesz. 1942-től a drezdai Komödienhaus-ban, 1942–1943 között pedig a danzigi Landesbühnen-ben lépett fel. 1943–1944 között a görlitzi Stadtstheater-ben szerepelt. 1945–1947 között a lipcsei Stadtische Bühnenben játszott. 1947–1950 között a schwerini Stadtstheater művésznője volt. 1950–1951 között a hallei Landestheater-ben volt látható. 1951-től 10 évig a kelet-berlini Német Színházba, Max Reinhard egykori színházába került. 1958–1962 között a berlini Humboldt Egyetem docense volt. 1957-ben Hanns Eisler fedezte fel énekesi tehetségét. 1958-tól 5 évig tanított az Állami Színiiskolában valamint a Zeneművészeti Főiskolán. 1961-ben a berlini Freie Volksbühnében játszott. 1962-től mintegy 30 éven át a Berliner Ensemble-ban szerepelt. 1963-ban a kelet-berlini Német Állami Opera Brecht előadásaiban lépett fel. 1972-től a Művészeti Akadémia tagja volt.

## Filmjei
- Das Beil von Wandsbek (1951)
- Hotelboy Ed Martin (1955)
- Sommerliebe (1955)
- Treffpunkt Aimée (1956)
- Die Schönste (1957)
- Tilman Riemenschneider (1958)
- Eine alte Liebe (1959)
- Schritt für Schritt (1960)
- Die Entscheidung des Dr. Ahrendt (1960)
- Tempel des Satans (1962)
- Carl von Ossietzky (1962)
- Frau Jenny Treibel (1975)
- Die Verführbaren (1977)
- Fleur Lafontaine (1978)
- Zwei Ärztinnen (1983)
- Csak egy mozi (1985; Sándor Pál filmje)
- Die Hallo-Sisters (1991)
- Adelheid und ihre Mörder (1993-2007)

## Lemezei
- Erich Weinert: Den Gedanken Licht, den Herzen Feuer, den Fäusten Kraft. (Mit Gisela May u.a.) (1965)
- Gisela May singt Brecht, Eisler, Dessau (1966)
- Gisela May: Brecht/Weill (aus Happy End, Aufstieg und Fall der Stadt Mahagonny, Die Dreigroschenoper) (1966)
- Kämpfendes Vietnam (1967)
- Gisela May singt Erich Kästner (1968)
- Günther Cwojdrak (Auswahl): Im Banne einer blassen Stunde. Trivialliteratur von Hedwig Courths-Mahler, Felix Dahn, Kurt Tucholsky u.a. (mit Gisela May, Elsa Grube-Deister, Fred Düren u.a.) (1968)
- Gisela May u. Wolf Kaiser: Irgendwer hat einmal gesagt... Anekdoten aus aller Welt. Von Plutarch, Kleist u.a. (1969)
- Die spezielle Note: Neue Chansons (1969)
- Brecht-Songs mit Gisela May (1972)
- Gisela May singt Tucholsky (1972)
- Gert Natschinski: Mein Freund Bunbury. Musical nach Oscar Wilde (1972)
- Hallo Dolly! (1972)
- Hoppla wir leben (1974)
- Hanns Eisler. Lieder (1975)
- Gisela May singt Brecht/Dessau (1976)
- Die Mädchen von La Rochelle. Chansons aus dem alten Frankreich. Fania Fénelon, Ruth Hohmann, Gisela May, Vera Oelschlegel, Horst Jakob, Rolf Ludwig, Horst Schulze, Gerry Wolff. (1976)
- Canto General Der große Gesang; Poetisch-musikalische Adaption nach dem literarischen Werk von Pablo Neruda; übertragen von Erich Arendt; mit Aparcoa (Chile) (1977)
- Gisela May: Chansons bleiben Chansons (Jacques Brel) (1979)
- Mikis Theodorakis: Lieder - Gisela May, Thanassis Moraitis (1988
- MarLeni (mit Gisela Uhlen) - Hörspiel von Thea Dorn CD (2002)
- Bernd Alois Zimmermann: Die fromme Helene - Gisela May, Sprecherin (2004)
- Die May. Gisela May und ihre Schallplattenaufnahmen in einer Edition des akustisch festgehaltenen Lebenswerkes. 8 CD/1DVD mit 170-seitigem Buch. Bear Family Records (2005)

## Művei
- Mit meinem Augen. Begegnungen und Impressionen (1976)
- Es wechseln die Zeiten. Erinnerungen (2002)

## Díjai
- Művészeti Díj (1959)
- párizsi Nagylemezhangdíj (1968)
- az olasz kritikusok nagydíja (1969)
- Obie-díj (1973)
- Nemzeti Díj (1973, 1988)
- Német Filmdíj (1991)
- Trieste Contemporanea (1997)

## Fordítás
- Ez a szócikk részben vagy egészben  a   Gisela May című német Wikipédia-szócikk fordításán alapul.  Az eredeti cikk szerkesztőit annak laptörténete sorolja fel. Ez a jelzés csupán a megfogalmazás eredetét és a szerzői jogokat jelzi, nem szolgál a cikkben szereplő információk forrásmegjelöléseként.